# Gesloten kas
De gesloten kas is een principe ter verbetering van de glastuinbouw dat er uit bestaat om de ramen van de kas gesloten te houden in combinatie met een uitgebalanceerde energievoorziening.
Een afgeleide van de gesloten kas is de semi-gesloten kas, waarbij een deel van de koellast wordt geleverd door drogere en koelere lucht van buiten de kas, die gecontroleerd wordt binnengebracht.

## Achtergrond
Aangezien in tuinbouwkassen de ingaande en uitgaande energiestromen in evenwicht moeten zijn kan het gebeuren dat, ter ventilatie, ramen van de kas moeten worden geopend. Men spreekt dan van een open kas. De warmte die zo verloren gaat moet in het winterseizoen weer worden bijgestookt.
Voorts wordt vaak ook opzettelijk het gehalte aan koolzuurgas (CO2) verhoogd, waardoor de planten sneller groeien. Dit CO2 moet soms zelfs worden geproduceerd door verbranding van aardgas. Aangezien het gas vooral in de zomer nodig is, wordt de hierbij ontstane warmte niet nuttig gebruikt.
Ook zorgen de openstaande ramen ervoor dat biologische bestrijdingsmiddelen, zoals hommels en lieveheersbeestjes, uit de kas kunnen ontsnappen.
Ten slotte leiden openstaande ramen er toe dat ziekteverwekkers gemakkelijk in de kas kunnen binnendringen.
Door nu de kas zodanig in te richten dat de ramen altijd gesloten kunnen blijven, kunnen deze nadelen worden ondervangen. De gesloten kas kan worden uitgerust met warmte-krachtkoppeling (WKK) en warmte-koudeopslag (WKO) kan de energiehuishouding van de kas in evenwicht worden gebracht en worden fossiele brandstoffen bespaard. In theorie kan de kas zelfs fungeren als energie-leverancier. Bij WKO (Engels: TES - Thermal Energy Storage) wordt in de zomer de overtollige warmte, en in de winter de overtollige koude, in een ondergrondse watervoerende laag (aquifer) opgeslagen. In de winter wordt de warmte weer gebruikt en opgewaardeerd door middel van een, elektrisch aangedreven, warmtepomp. In de zomer kan de opgeslagen koude weer ter koeling worden aangewend.

## Geschiedenis
In 1997 werd in het Convenant Glastuinbouw en Milieu (GLAMI) vastgelegd dat het energieverbruik van de Nederlandse glastuinbouw omlaag moet, en dat hoeveelheid gebruikte kunstmeststoffen en chemische bestrijdingsmiddelen moet worden verminderd. Hiertoe werd in datzelfde jaar door de provincie Noord-Holland het studieproject "Kas van de Toekomst" opgezet. 
In 1999 kwam het aan dit project deelnemende adviesbureau Ecofys met een eigen ontwerp: een gesloten kas met klimaatbeheersing en energievoorziening door middel van WKO. Dit leidde tot een praktijkexperiment in 2002 te Naaldwijk, als onderdeel van de Floriade. Dit bleek in principe goed te werken, zodat men ondernemers zocht die de gesloten kas op commerciële schaal wilden toepassen. 
In 2003 is voor het bedrijf Themato, dat zich bevindt te Berkel en Rodenrijs en tomaten kweekt, de eerste commerciële gesloten kas van Nederland gebouwd, met een gesloten oppervlakte van 14.000 m2, en warmteafzet op 40.000 m2. 
Sindsdien zijn en worden er meer kassen gebouwd die volgens het principe van de gesloten kas werken.